# Discovery Digital Networks
Discovery Digital Networks (DDN) fue un servicio por streaming multi-canal de televisión por Internet con sede en San Francisco, California. Es propiedad de Discovery Communications desde su adquisición en mayo de 2012. Fue vendido por Discovery Communications a Group Nine Media en diciembre de 2016 y, como tal, ya no existe.
Muchos de los programas son producidos y propiedad de DDN sin embargo algunos son producidos de forma independiente y DDN se encarga de distribuirlos y comercializarlos.

## Historia
El 3 de mayo de 2012, Discovery Communications anunció que había llegado a un acuerdo para adquirir Revision3, la transacción se cerró el 1 de junio de 2012. El 5 de diciembre de 2012 Discovery lanzó DNews, un show basado al sitio web de Discovery News, que cubre las historias actuales en torno a la ciencia y tecnología. 
En 2012 DNN lanzó Rev3Games un sitio para los amantes de los videojuegos, pero fue cerrado el 6 de noviembre de 2014 por razones que aún no han sido reveladas
El 23 de mayo de 2013, Discovery puso en marcha un sitio de internet similar llamado TestTube basado en documentales de educación.
El 4 de octubre de 2013, Discovery lanzó un sitio hermano de origen animal llamado Animalist. Se presentan programas alrededor de los animales en línea, dirigidos a los espectadores de Animal Planet.
El 3 de marzo de 2014 fue lanzado Seeker una red digital dedicada al espíritu de aventura y búsqueda.

## Disponibilidad
Discovery Digital Networks se distribuye través de una amplia gama de plataformas y socios de distribución, incluyendo el sistema en vuelo de Virgin America, CNET Video, iTunes, Discovery.com, BitTorrent, YouTube, PyroTV, Miro, TiVo, Zune, Apple, Android,Xbox,QuickTime, Windows Media Video, Theora, WebM y Xvid.
En septiembre de 2011, la programación de Revision3 comenzó a transmitir por cable como YouToo TV. En septiembre de 2012 DDN se asoció con YouTube para crear TechFeed, un canal original basado en la tecnología hecha por DDN. En marzo de 2013, la compañía lanzó DDN para Xbox 360 con la aplicación oficial para los miembros de Xbox Live Gold.